# Visoka škola Kairos
Visoka škola za odnose s javnošću i studij medija Kairos bilo je privatno visoko učilište koja je od akademske godine 2008./2009. do 2013./2014. izvodila stručni studij odnosa s javnošću. Od siječnja 2014. preuzeta je od Veleučilišta VERN, njenom integracijom visoka škola je prestala postojati, a trogodišnji studij odnosa s javnošću izvodi se u sustavu VERN-a.

## Osnivanje
Visoka škola Kairos osnovana je u listopadu 2008. prema Zakonu o visokom školstvu Republike Hrvatske. Škola je neprofitna ustanova. Dekan škole od osnivanja do 2011. bio je Marko Sapunar, njega je nasljedio Branko Hebrang.

## Studijski program
Škola izvodi preddiplomski stručni studij odnosa s javnošću u trajanju šest semestara. Stručni naziv koji njeni polaznici stječu nakon završetka studija je stručna prvostupnica odnosno stručni prvostupnik (baccalaurea/baccalaureus) odnosa s javnošću (engl. PR-Manager, Bachelor's degree).

## Međunarodna suradnja
Visoka škola Kairos je 2009./2010. bila članica Europskog društva za edukaciju i istraživanja odnosa s javnošću (EUPRERA), mreža koja okuplja organizacije diljem Europe s ciljem davanje poticaja i promoviranja inovativnog znanja i edukacije u odnosima s javnošću u Europi. Ključni stup organizacije čine akademski i istraživački timovi i institucije u disciplini odnosa s javnošću. EUPRERA organizira znanstvene, istraživačke i edukativne skupove i provodi projekte u suradnji s učilištima i referentnim praktičarima u svakoj europskoj državi. 

## Vanjske poveznice
- Visoka škola Kairos  Arhivirana inačica izvorne stranice od 5. ožujka 2016. (Wayback Machine) - službene stranice
- EUPRERA